# Troféu Noeli Santisteban
O Troféu Noeli Santisteban é um dos 4 prêmios especiais do Prêmio Yamato, considerado o Oscar da Dublagem Brasileira. O nome do troféu é uma homenagem para Noeli Santisteban, uma das dubladoras mais talentosas e conhecidas que já dublaram animês no Brasil, mas que desde 1998 não exerce mais a profissão.
Este prêmio foi dado para profissionais que incentivaam e promoveram a dublagem no país. Foi dado desde a primeira edição do prêmio, em 2003, até 2009.

## Palmarés
- 2003 - Marcelo del Greco - Trabalho para as Revistas Herói e Henshin
- 2004 - Hugo Leonardo - Comunidade “Versão Brasileira” no Orkut
- 2005 - Paulo Gustavo Pereira - Trabalho para a Revista Sci-Fi News
- 2006 - Eddie Van Feu - Trabalho para a Revista Séries de TV e Seriados da TV
- 2007 - Fernanda Furquim - A jornalista recebeu o prêmio pelo seu trabalho entrevistando dubladores para a revista TV Séries.[3]
- 2008 - Junior Fonseca - Trabalho para as Revistas Neo Tokyo, Crash e Anime>DO

**Nota:Os prêmios de 2003 e 2004 foram entregues só em 2005.